# Кабазійська культура
Кабазійська культура — археологічна культура мустьєрської доби раннього палеоліту, ідентифікована в Криму.
Датується часом між 50 та 30 тис. років тому. Майже всі відомі на сьогодні стоянки кабазійської культури (просто неба та в печерах) відкриті в південно-західній частині Криму (Шайтан-Коба I, Кабазі II (шар II), Холодна Балка, Чокурча II, Старосілля та ін.) і лише одна (Альошин Грот) — у Східному Криму. Серед знайдених там кам'яних виробів переважають скребла на сколах; а от двобічно оброблених знарядь не виявлено. Знаряддя з кістки поодинокі. Поширені пластини, в тому числі Леваллуа, і відповідні нуклеуси. Серед залишків мисливської здобичі домінують кістки дикого віслюка, є також кістки коня, бізона, сайги та інших тварин. Походження стоянок кабазійської культури вчені пов'язують з приходом у Крим людності з південної частини Європи, зокрема вихідцями з Балкан, які мешкали на півострові до кінця ранньої пори верхнього палеоліту.